# Estándar de atención
Para el Derecho de Inglaterra, ve Estándar de Atención en Derecho de Inglaterra. Para otros usos, ve Estándar de atención (desambiguación).
En la Ley de Responsabilidad Civil, el estándar de atención es el único nivel de prudencia y precaución requerido de un individuo que se encuentra bajo un deber de cuidado.
Los requisitos del estándar son estrechamente dependientes de las circunstancias. El incumplimiento del estándar de atención es determinado por el juez de hecho, y habitualmente se expresa en términos de la persona razonable. Fue famosamente descrito en Vaughn v. Menlove (1837) como si el individuo procediera con la cautela que un hombre prudente habría ejercido bajo tales circunstancias".

## Estándar de atención profesional
En ciertas industrias y profesiones, el estándar de atención está determinado por el estándar que sería ejercitado por el fabricante razonablemente prudente de un producto, o el profesional razonablemente prudente en aquella línea de trabajo. Tal prueba (conocida como la "Prueba de Bolam") suele determinar si un médico es responsable de mala praxis. El estándar de atención es importante porque  determina el nivel de negligencia requerido para determinar una causa válida de acción. En el mundo empresarial, el estándar de atención adoptado puede ser descrito como diligencia debida o como que lleva a cabo una Revisión de Canal.

## Estándar de atención médica
Un estándar de atención es una pauta de tratamiento médico o psicológico, y puede ser general o específico. Especifica el tratamiento apropiado basado en evidencia científicas y la colaboración entre médicos y/o psicólogos profesionales involucrados en el tratamiento de una determinada afección.
Algunos ejemplos comunes:
- Estándares de tratamiento aplicados en hospitales públicos para asegurar que todos los  pacientes reciban el cuidado apropiado sin importar los medios económicos.
- Estándares de atención para la salud de personas transexuales, transgénero y con disconformidad de género.

1. Proceso de diagnóstico y tratamiento que un médico clínico debería seguir para un cierto tipo de paciente, enfermedad o circunstancia clínica. La quimioterapia adyuvante para cáncer de pulmón es "un estándar de atención nuevo, pero no necesariamente el único estándar de atención". (New England Journal of Medicine, 2004)
2. En términos legales, el nivel en que un profesional normal y prudente con la misma formación y experiencia en buena posición en la misma o similar comunidad, ejercería bajo las mismas o similares circunstancias. Un estándar "promedio" no se aplicaría porque en ese caso al menos la mitad de cualquier grupo de profesionales no calificaría. El demandante de negligencia médica debe establecer el estándar de atención apropiado y demostrar que el estándar de atención ha sido incumplido, con testimonio de experto.
3. Un médico también tiene el "deber de informar" a un paciente acerca de cualquier riesgo importante o interés fiduciario del médico que pueda hacer que el paciente reconsidere un procedimiento, y puede ser responsable si se produce una lesión debido al riesgo no comunicado, y el paciente puede probar que si  hubiera sido informado no hubiese continuado con el procedimiento, sin beneficio de la retrospectiva. (Regla de Consentimiento Informado). Una completa revelación de todos los riesgos importantes relacionados al tratamiento deben darse a conocer por completo, a menos que hacerlo afecte un tratamiento urgente. En lo que se refiere al estándar de atención de los profesionales de la salud mental, la Corte Suprema de California sostuvo que estos profesionales tienen el "deber de proteger" a las personas que son específicamente amenazadas por un paciente. [Tarasoff v. Regents de la Universidad de California, 17 Cal. 3d 425, 551 P.2d 334, 131 Cal. Rptr. 14 (Cal. 1976)].
4. Un receptor de servicios (legales o médicos) pro bono (gratis) tiene derecho a esperar el mismo estándar de atención que una persona que paga por los mismos servicios, para prevenir a una persona indigente de tener derecho únicamente a atención por debajo de lo estándar.
Los estándares de atención médica existen para muchas condiciones, incluyendo diabetes, algunos cánceres, y abuso sexual.
Un estándar especial de atención también aplica a niños, quienes, en la mayoría de las jurisdicciones, actúan acorde al comportamiento que es razonable para un niño de cierta edad, experiencia e inteligencia bajo ciertas circunstancias. [Restatement (Segundo) de Torts §283Un; Cleveland Rodamiento-Molino Co. v. Corrigan, 46 Ohio St. 283, 20 N.E. 466 (1889).] En algunos casos  significa que de un niño de inteligencia superior se requiere aún más. [Compare Jones v. Fireman's Insurance Co. of Newark, Nueva Jersey, 240 So.2d 780 (La.App. 1970) con Robinson v. Travis, 393 So.2d 304 (La.App. 1980). Una excepción es para los niños comprometidos en "actividad adulta." Dellwo v. Pearson, 107 N.W.2d 859 (Minn 1961) Nicholsen v. Brown, 232 O. 426, 374 P.2d 896 (1962) (automóvil); Daniels v. Evans, 102 N.H. 407, 224 Un. 2d 63 (1966) (motoneta); Neumann. v. Shlansky, 58 Misc. 2d 128, 294 N.Y.S.2d 628 (1968 (jugando golf)] Aquello que constituye un "estándar de adulto" puede depender del estatuto local, y algunos tienen distinciones de edad arbitraria. Otra excepción es si el niño está comprometido en una "actividad intrínsecamente peligrosa." Depende del juez de hecho decidir si la actividad es intrínsecamente peligrosa. Si lo es, al niño se le debe aplicar el mismo estándar de atención que un adulto. Robinson v. Lindsay, 92 Wash.2d 410, 598 P.2d 2392 (1979) (motonieve);

## Personas discapacitadas
A una persona con discapacidad se le aplica el mismo estándar de atención que una persona razonable normal cumpliría si sufriera de la misma incapacidad. [Roberts v. Estado de Luisiana, 396 So.2d 566 (1981) (empleado postal ciego)] Sin embargo, los tribunales no reconocen a una persona con una incapacidad mental para ser sujeto a un estándar especial, y se les aplica el estándar de una persona "razonable y prudente", excepto cuando el inicio de la enfermedad mental es impredecible y repentino [p. ej., Breunig v. Seguro Familiar americano Co., 45 Wis.2d 536, 173 N.W.2d 619 (1970) (alucinaciones repentinas mientras conducía).] En algunas situaciones, esto podría conducir a una injusticia. Discapacidades y dolencias físicas, como ceguera,
sordera, estatura corta, o un pie equinovaro, o las debilidades de edad o sexo, están tratadas meramente como parte de las “circunstancias” bajo las cuales un hombre razonable debe actuar.

## Deber de informar las responsabilidades propias
Una persona que participa en una actividad especial y potencialmente peligrosa debe saber o preguntar acerca de posibles riesgos o de deberes y responsabilidades especiales inherentes en aquella actividad que podrían afectar su capacidad de ejercer un cuidado razonable y prudente. [cf, Delair v. McAdoo, 324 Pa. 392, 188 Un. 181 (1936) (conducir con neumáticos gastados).] La costumbre y la práctica de uso pueden ser evidencia útil para determinar el estándar habitual, pero no determinante de lo que una persona prudente y razonable debería hacer o saber [cf., Trimarco v. Klein, 58 N.Y. 2d 98 (1982) (mampara de vidrio).] Como la clásica declaración del Juez Holmes lo expresa, "Lo que normalmente se hace puede ser evidencia de lo que se debe hacer, pero lo que se debe hacer está fijado por un estándar de prudencia razonable, ya sea que se cumpla o no."

## Persona de inteligencia por debajo del promedio
Una persona de inteligencia inferior se le aplica la misma ley que a una persona razonable y prudente, para alentarlos a  bajo ley común al mismo estándar de un razonable prudent persona, para animarles para ejercer un decreased esfuerzo de responsabilidad a su comunidad, en ligero de su handicap, y a raíz de la dificultad práctica de probar qué estándar reducido tendría que aplicar [Vaughn v. Menlove, 3 Bing. (N.C.) 468, 432 Eng.Rep.490 (1837).] Restatement (Second) of Torts, § 289 cm. n (señalando que el estándar de “persona razonable” tiene en cuenta la edad y discapacidad física pero no “ la atención, la percepción, la memoria, el conocimiento de otros asuntos pertinentes, la inteligencia, y el juicio. Oliver Wendell Holmes, The Common Law, 108 (Little, Brown, & Co. 1881): “Los estándares de la ley son estándares de aplicación general. La ley no toma en cuenta las infinitas variedades de temperamento, intelecto y educación que hacen que el carácter interno de un acto dado sea diferente, en hombres diferentes.”

## Abogado
A un abogado se le aplica el mismo estándar que cualquier abogado razonable en posesión del mismo conocimiento y habilidad que un miembro normal de su profesión posee, siempre y cuando actúe con un cuidado y una diligencia razonables, en fe buena y sincera creencia de que su consejo y sus actos están bien fundados en ese momento. Aquí, los meros errores en juicio son excusables (Best Judgment Rule) y no pueden juzgarse únicamente con el don de la retrospectiva sin una injusticia sustancial. A él o ella se les requiere ejercer el cuidado y la precaución habituales (diligencia) en el uso de aquella habilidad (Due Care Rule), y que las fallas técnicas y de procedimiento se consideren las infracciones más comunes. [cf, Hodges v. Carter, 239 N.C. 517, 80 S.E.2d 144 (1954). (servicio de proceso fallido).]

## Persona sometida a un peligro inesperado
En Cordas v. Peerless Compañía de taxi, 27 N.Y.S.2d 198 (1941), el Juez Carlin sostuvo que un taxista secuestrado a punta de pistola por un asaltante que huye en la ciudad de Nueva York puede ser excusado de negligencia por saltar del taxi en movimiento para salvar su vida, dejando el taxi sin conductor dirigiéndose a peatones. Mientras algunas personas podrían escoger ser particularmente heroicas, ese estándar no es el que se requiere para una persona prudente ordinaria. Dicha persona queda exenta de responsabilidades, incluso si dicha falla pone en peligro a otros. Una persona normal y prudente no tiene ninguna obligación de asumir un deber heroico a riesgo de su propia vida. "El primer deber en una emergencia es para uno mismo, siempre y cuando esa persona no haya contribuido o no haya causado la emergencia." (Derecho de emergencia.)

## Negligenciaper se
Cuando se viola un estatuto penal estatal en el curso de la realización de un acto de supuesta negligencia, en determinadas circunstancias un tribunal puede adoptar el estatuto como el establecimiento de un estándar de atención de responsabilidad extracontractual también.  Esto es negligencia per se. Sigue el razonamiento de que si una legislatura llega a conclusiones de interés público en la promulgación de la ley, estas mismas consideraciones podrían aplicarse de manera discutible en casos de negligencia. No hay una doctrina de negligencia per se en la ley federal.
Cuatro elementos son considerados necesarios para un estatuto para aplicar en un caso de negligencia.  Primero la persona dañada tiene que ser un miembro de la clase de personas que la ley estaba destinada a proteger. Segundo, el peligro o el daño tienen que ser uno que la ley estaba destinada a impedir. Tercero,  tiene que haber alguna relación causal establecida entre la violación del estatuto y el daño causado. Cuarto, el estatuto criminal debe ser concreto, específico y lo suficientemente mensurable para establecer en claro un estándar de violación. Los tribunales son reticentes a crear nuevos agravios fuera de estatutos criminales. [Ve Restatement (Second) of Torts, secciones 297, 288.]
Sin embargo,  hay cinco excusas válidas que están disponibles para un acusado para derrotar un estándar de negligencia per se. [Restatement (Second) of Torts sección 288.1(2).] Primero, el acusado puede no saber de la violación debido a la incompetencia.  Segundo,  podría carecer tanto de conocimiento como de razón para saber de la violación o el deber.  Además, por alguna razón explicable,  pueda ser incapaz de cumplir con los requisitos, a pesar de la diligencia.  La violación se puede deber a una emergencia repentina, que no sea de propia creación. Y finalmente, en situaciones especiales  podría ser más seguro no cumplir con los requisitos que cumplir.  En casos donde estas defensas son aplicadas, la doctrina de negligencia per se no crea más que una presunción refutable de negligencia que traslada la carga de prueba del demandante al acusado.

## Persona razonable/cuidado normal
Al equilibrar riesgos para establecer el estándar de atención normal de una persona razonable, el cálculo de negligencia establece que la probabilidad del daño potencialmente causado (P) debe equilibrarse junto con la gravedad del daño lo cual podría resultar (G), contra la carga de conformar a un curso de acción nuevo y menos peligroso (B) junto con la utilidad de mantener el mismo curso de acción que era (U). Esto a veces se observa de forma abreviada como P+G v. B+U, derivando de una formulación expresada por el Juez Learned Hand. (Estados Unidos v. Carroll Towing Co., 159 F.2d 169 (1947).)

## Estándar de atención del servicio de transporte o alojamiento
En las industrias de hospitalidad, el nivel de cuidado es más alto, ya que se espera que el hostelero busque un peligro potencial y lo evite. "El hostelero/transportista común - grado de atención muy alto - responsable de negligencia leve"